# 프란치샤크 쿠샬

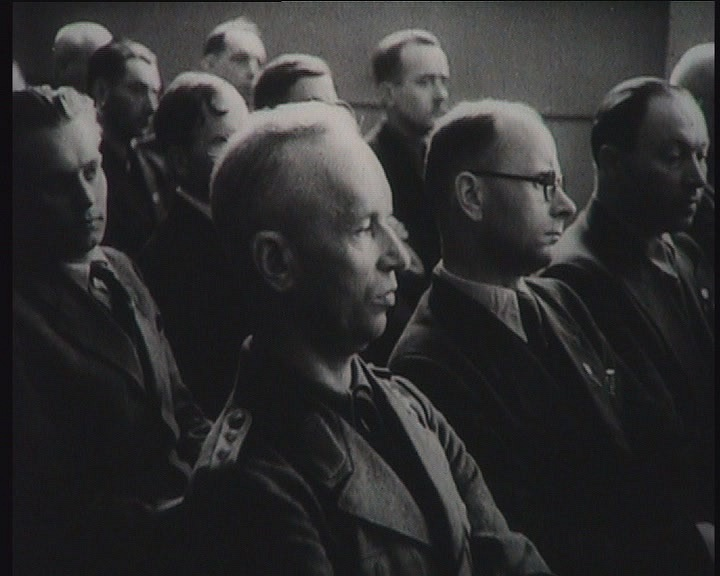

프란치샤크 쿠샬(벨라루스어: Францішак Кушаль, 1895년 2월 16일 러시아 제국 민스크 현(현재의 벨라루스) 퍄르사이(Piaršai) ~ 1969년 5월 미국 뉴욕주 로체스터)은 벨라루스, 폴란드의 군인이다.

## 생애
로마 가톨릭교회 신자였던 벨라루스인 가문의 아들로 태어났으며 제1차 세계 대전 이 발발하면서 러시아 제국 군대에 입대했다. 1916년 빌뉴스 보병군사학교를 졸업하고 서부 전선에 참전했다.
1917년 러시아에서 일어난 10월 혁명을 계기로 벨라루스 민주공화국에 가담했지만 1919년 폴란드 당국으로부터 벨라루스의 독립을 지지한 혐의로 체포되었다. 1922년 폴란드 장교를 졸업하면서 폴란드 군대에 입대했다.
1939년 제2차 세계 대전에서 소련 군가 폴란드를 침공하면서 폴란드 군대의 사령관으로 임명되었고 리비우 인근에서 일어난 전투에 참전했다. 스타로빌스크 인근에 위치한 강제 수용소에 수감된 이후에는 러시아 모스크바 감옥으로 이송되었지만 1941년 초반에 석방되면서 비아위스토크로 이주했다.
바르바로사 작전을 계기로 독일군 소련을 침공하면서 벨라루스인 자경단에 가담했다. 1943년에는 벨라루스를 점령한 독일 군대에 의해 수립된 벨라루스 중앙 라다에서 군사 전문 위원으로 임명되었고 1944년에는 벨라루스 향토군의 사령관으로 임명되었다. 독일 군대가 벨라루스에서 철수하면서 독일의 벨라루스인 군단은 무장친위대 소속 군단으로 개편되었다.
1945년 4월에는 바이에른주를 점령한 미국 군에 항복을 선언했으며 1950년에는 미국으로 이주했다. 1952년부터 1954년까지 벨라루스-미국 협회의 회장을 역임했을 정도로 벨라루스계 미국인 단체의 회원으로 활동했다.